# خالی‌بند دنیای غرب

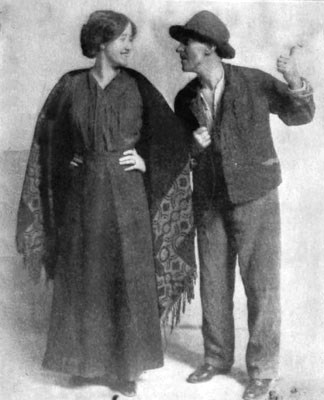
دلاور سرزمین‌های غرب

خالی‌بند دنیای غرب یا دلاور سرزمین‌های غرب (به انگلیسی: The Playboy of the Western World) کمدی سه‌پرده‌ای جان میلینگتون سینگ است که اولین بار رد ۱۹۰۷ در تئاتر ابی دوبلین به نمایش درآمد. داستان در میخانه‌ای در ساحل غربی ایرلند در اوایل سدهٔ بیست میلادی رخ می‌دهد. نمایشنامه مانند دیگر آثار سینگ به زبان غلیظ محلی ایرلندی نوشته شده است.
Playboy در آن آدمی است که کلک می‌زند، دروغ می‌گوید و با آدم‌ها بازی می‌کند.

## داستان
کریستی ماهون وارد میخانه‌ای در غرب ایرلند می‌شود و ادعا می‌کند که پدر خود را کشته است. شجاعت او باعث هیجان بسیار مخصوصاً در بین زنان می‌شود، طوری که برای تصاحب او با هم رقابت می‌کنند.

## شخصیت‌ها
کریتسی ماهون، ماهون پیر، مایکل جیمز فلاهری، پگین مایک، شاون کی، بیوه کوئین، سارا تانسی، سوزان برادی، آنر بلیک، چند روستایی و چند کشاورز.

## اعتراضات به نمایش
اجرای این نمایشنامه باعث شورش در ایرلند و حتی در آمریکای اوایل سدهٔ بیستم شد طوری که در ایرلند شلوغی بالاخره با مداخلهٔ پلیس پایان گرفت. این حقیقت که داستان بر اساس یک داستان پدرکشی بوده خشم مردم آن دوره را برانگیخت، سیاستمدارهایی مثل آرتور گریفیث آن را نمایشی شرورانه خواندند و ملی‌گراها به آن تاختند که تصویر درستی از ایرلند و زن‌های ایرلندی نشان نمی‌دهد، شلوغی آن قدر بالا گرفت که صحنهٔ سوم نمایش به صورت «نمایش صامت» اجرا شد؛ و بالاخره ییتس از اسکاتلند برگشت تا با مردمی که سروصدا کرده بودند صحبت کند.
بعد از اعتراضاتی مشابه به نمایش «گاوآهن و ستارگان» شان اوکیسی، ییتس روی صحنه رفت و آن جملهٔ معروف را گفت که: «باز خودتان را مسخرهٔ خاص و عام کرده‌اید. آیا باز می‌خواهید فوران نبوغ ایرلندی را جشن بگیرید؟»
در فیلم کسیدی جوان، ۱۹۶۵، که داستان زندگی شان اوکیسی را بیان می‌کند، در طی نمایش او شورشی آغاز می‌شود، و ییتس روی صحنه می‌رود و با اشاره به سینگ، همین جمله را می‌گوید.
اجرای نمایش در آمریکا در سال ۱۹۱۱ هم شلوغی‌هایی به دنبال داشت. مردم هو می‌کردند و روی صحنه سبزیجات پرت می‌کردند. شرکتی که این تئاتر را اجرا می‌کرد به اتهام اجرای چیزی غیراخلاقی به دادگاه فراخوانده شد و البته بعداً این اتهامات همه رفع شد. نمایش از آن روز تا به حال، بارها و بارها اجرا شده و همچنان از معروف‌ترین آثار سینگ و درام ایرلند می‌باشد.

## فهرست اجراها
- به آلمانی، ۱۹۱۲، در سالن مکس راینهارت
- سالن تئاتر گلوی، ۱۹۷۳
- در تئاتر شرقی پکن، ورژن چینی، ۲۰۰۷
- تئاتر ابی، ۲۰۰۷، اجرای مدرن
- تئاتر الدویک،[۳] ۲۰۱۱
- تئاتر دروئید،[۴] اجراهای متعدد

## فیلم‌ها
در سال ۱۹۶۲، اولین بار این نمایش اقتباس شد. در سال ۱۹۹۴، به صورت فیلم تلویزیونی درآمد و اسمش تغییر کرد و شد پاریس یا همچین جایی. نمایش بارها موزیکال و اپرا شده است.

## ترجمه به فارسی
- به نام دلاور سرزمین‌های غرب، با ترجمه افسانه قادری، نشر افراز، ۱۳۹۵
- به نام خالی‌بند دنیای غرب، با ترجمه حمید احیا، نشر نیلا، ۱۳۹۷